# Friedrich-Wilhelms-Gymnasium (Posen)

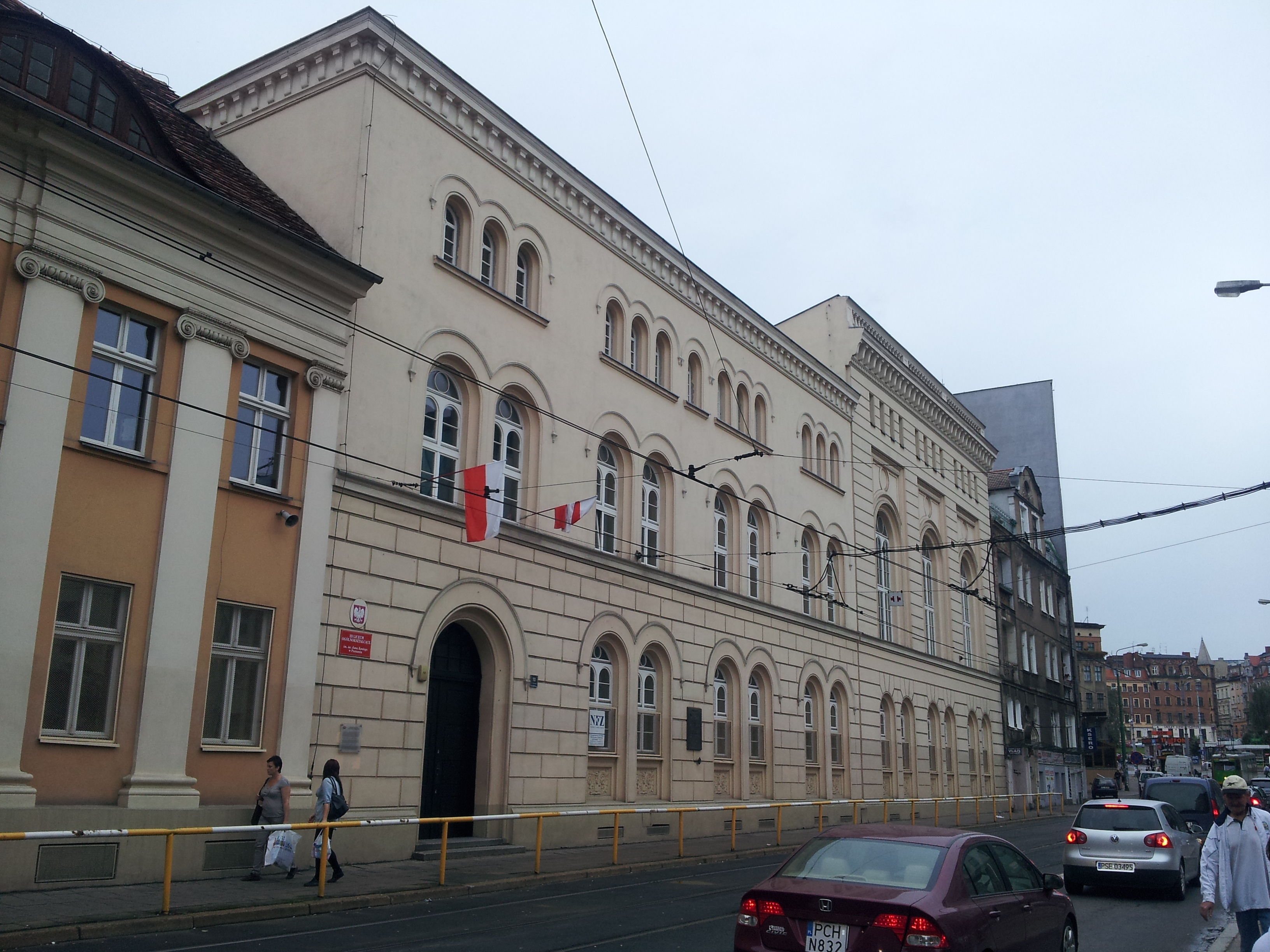
Ehemaliges Gebäude des Friedrich-Wilhelms-Gymnasiums (heute III. Liceum)

Das Königliche Friedrich-Wilhelms-Gymnasium Posen war von 1834 bis 1920 (oder 1923) eine höhere Schule in Posen.

## Geschichte

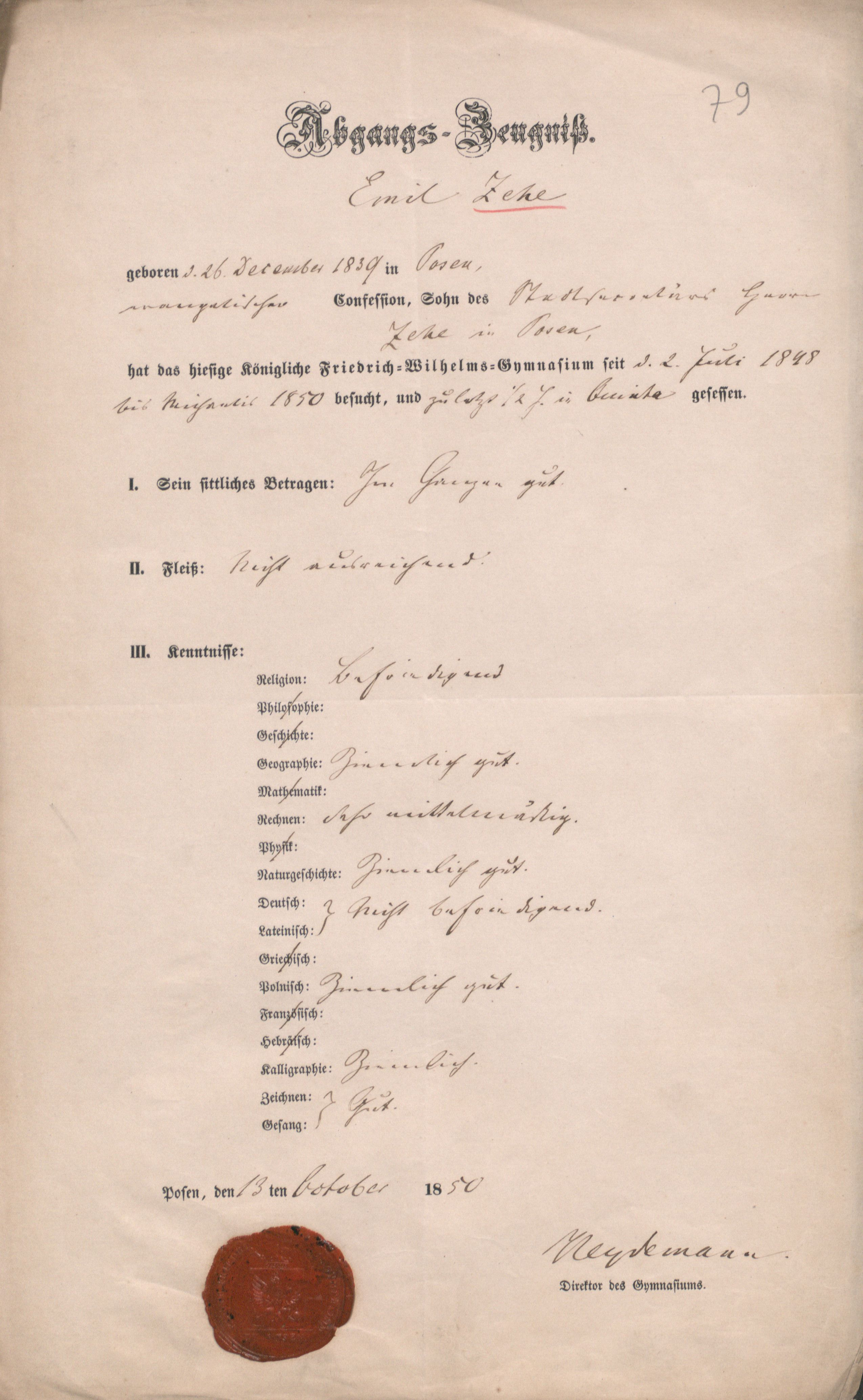
Abgangszeugnis vom Friedrich-Wilhelms-Gymnasium (1850)

Von 1804 bis 1834 war das Königliche Gymnasium das einzige Gymnasium in Posen. Es war aus der Posener Woiwodschaftschule (Wojewódzka Szkoła Wydziałowa) hervorgegangen, die wiederum in der Tradition des Jesuitenkollegs und der Lubrański-Akademie stand. Als nach dem Wiener Kongress die Provinz Posen zum Königreich Preußen gekommen war, betrieb der preußische Regierungspräsident Eduard von Flottwell (Amtszeit 1830–1841) eine Germanisierungspolitik. In diesem Rahmen ist die Gründung des deutschsprachigen, evangelischen Friedrich-Wilhelms-Gymnasiums im Jahr 1834 zu sehen. Am gleichzeitig gegründeten Mariengymnasium waren hingegen die katholischen Polen fast unter sich. Die Kosten der Schulneubauten wurden aus Geldstrafen und Strafen beschafft, die den Teilnehmern des Novemberaufstands auferlegt wurden. Bis 1846 wurden die Lehrer am Friedrich-Wilhelms-Gymnasium besser bezahlt als diejenigen am Mariengymnasium; dann wurden sie auf Petition der Stände hin gleichgestellt. 1853 wurde aus beiden Gymnasien eine Realschule abgezweigt.
Ursprünglich in einem ehemaligen Wohnhaus untergebracht, beherbergte das Schulgebäude sechs Klassenzimmer, die sich im Erdgeschoss befanden. Der Schulleiter wohnte im ersten Stock, während die Wohnungen für Hausmeister im Keller untergebracht waren. Wegen der beengten Platzverhältnisse musste der Unterricht bis 1857 in Blöcken, einer vormittags und einer nachmittags, abgehalten werden. Nachdem das Schulgebäude zwischen 1850 und 1856 von mehreren Unwettern immer wieder stark angegriffen worden war, wurde 1857 ein neues, größeres Gebäude eingeweiht. Aber schon 1868 wurden die örtlichen Verhältnisse wieder als „schwierig“ bezeichnet. Im Februar 1869 hatte die Schule in sieben Gymnasialstufen (Sexta bis Prima) 555 Schüler, hinzu kamen 144 in den drei Klassen der „Vorschule“. Von den insgesamt 699 Schülern waren 350 evangelischer, 327 jüdischer und 22 katholischer Konfession; 564 kamen direkt aus Posen, 135 von außerhalb.
Nach der Abtretung Posens an die neugegründete Zweite Polnische Republik infolge des Versailler Vertrags blieb das Friedrich-Wilhelms-Gymnasium zunächst eine private Schule der deutschsprachigen Minderheit. Angesichts der rückläufigen Zahl deutschsprachiger und der Zunahme polnischer Schüler in Posen zog das deutsche Gymnasium zum Schuljahr 1922/23 in ein kleineres Gebäude in der ulica Krakowska. Das bisherige Gebäude des Friedrich-Wilhelm-Gymnasiums wurde hingegen von einem neugegründeten polnischen Lyzeum bezogen, das 1923 nach dem heiligen Johannes von Krakau benannt wurde.
Das Gebäude in der ulica Strzelecka 10 beherbergt heute das III. Liceum „Jan Kanty“.

## Lehrer
In zeitlicher Reihenfolge
- Theodor Kock (1842–1850)

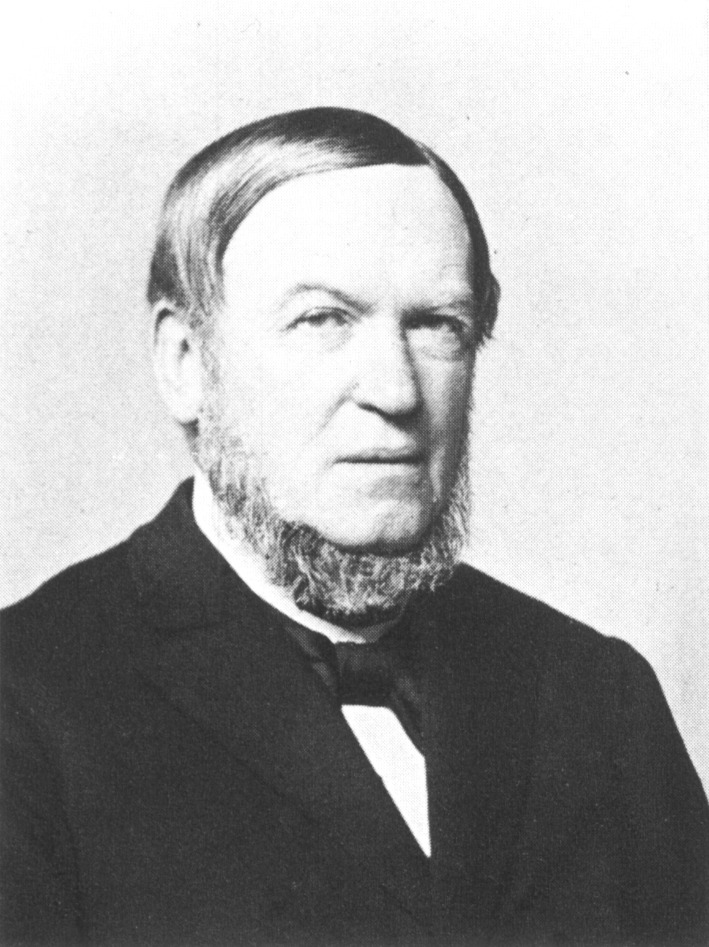
Wilhelm Schwartz, Direktor des Gymnasiums (1872–1882)

- Albert Heydemann, Direktor (1850–1856)
- Max Toeppen (1850–1853)
- Joachim Marquardt, Direktor (1856–1859)
- Heinrich Otto Jacobi (1858–1864)
- Julius Sommerbrodt, Direktor (1859–1868)
- Otto Heine (1860–1862)
- Hermann Peter (1860–1866)
- Adolf Brieger (1863–1876)
- Hans Theodor Plüss (1866–1869)
- Philipp Kohlmann (1867–1875)
- Carl Schaper, Direktor (1868–1872)[5]
- Wilhelm Schwartz, Direktor (1872–1882)
- Robert Boxberger, Oberlehrer (1885–1888)
- Gottlieb Leuchtenberger, Direktor (1891)
- Carl Fredrich (1901–1910)

## Schüler
Nach Geburtsjahrgang

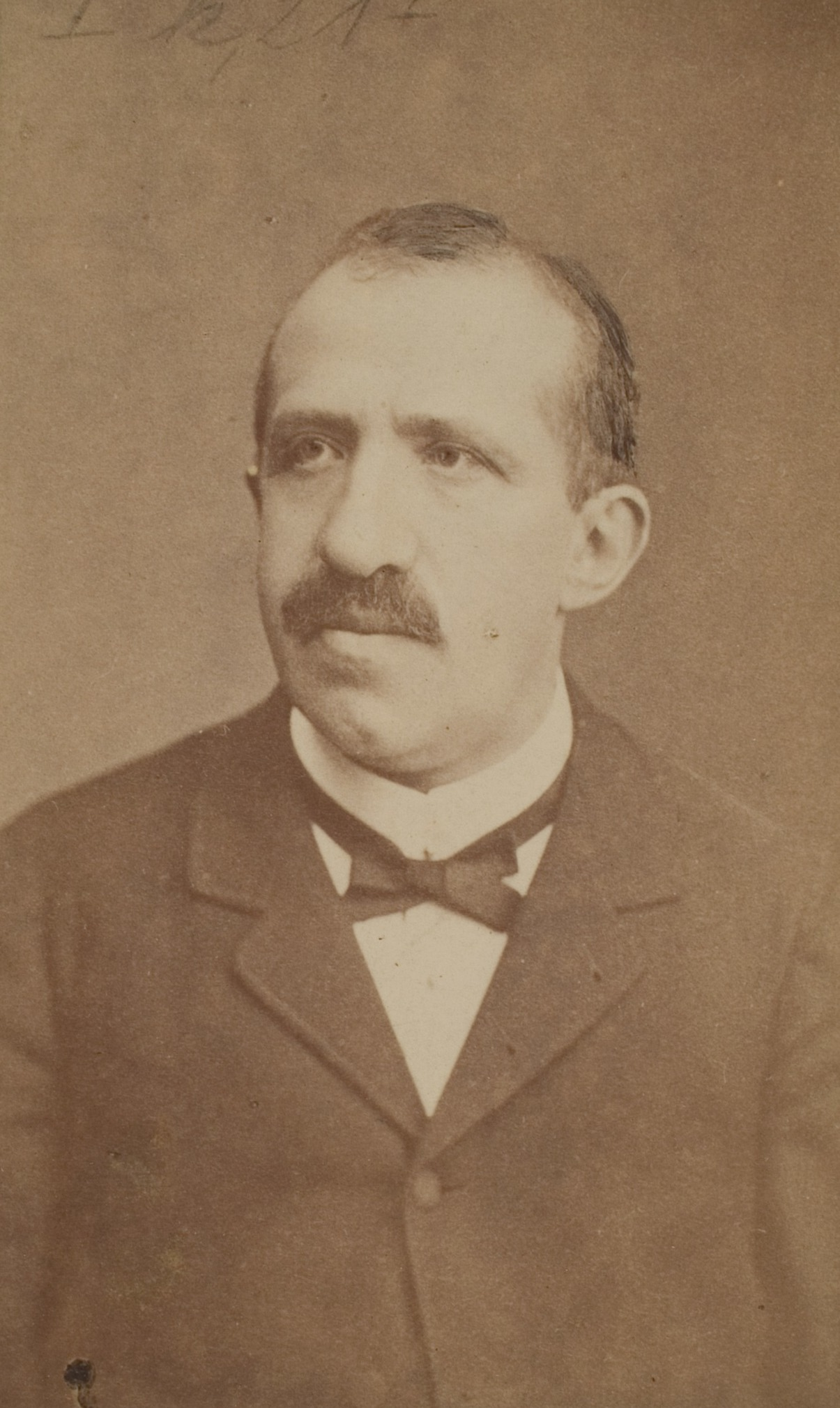
Leo Koenigsberger

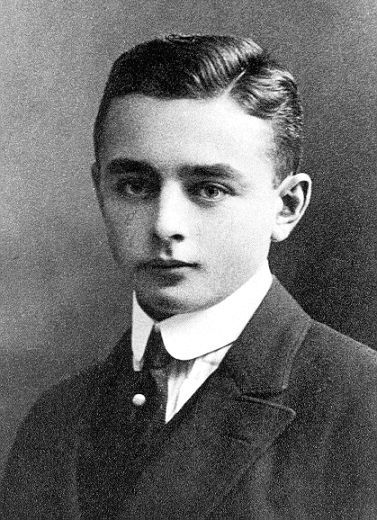
Georg Heym, Schüler des Gymnasiums (1899/1900)

- Theodor Kock (1820–1901), Altphilologe
- Wilhelm von Grolman (1829–1893), General der Infanterie
- Marcus Jastrow (1829–1903), Rabbi, Talmudist und Enzyklopädist
- Hans von Laue (1829–1913), Generalleutnant
- Otto Mittelstaedt (1834–1899), Jurist und Journalist
- Theodor Hoffmann (1837–1894), Sanitätsoffizier
- Leo Koenigsberger (1837–1921), Mathematiker
- Theodor Berndt (1838–1916), Lehrer und nationalliberaler Politiker
- Simon Baruch (1940–1921), Arzt und ein Pionier der Hydrotherapie in den USA
- Abraham Wedell (1844–1891), Rabbiner
- Friedrich Tschuschke (1845–1894), Verwaltungsjurist
- Fritz Pfuhl (1853–1913), Lehrer und Botaniker
- Behrendt Pick (1861–1940), Numismatiker
- Reinhold Gerling (1863–1930), Schauspieler, Bühnenautor, Schriftsteller, Heilkundiger, Vorkämpfer für die Gleichstellung der Homosexualität, Volksredner
- Paul Sommer (1864–1945), Pädagoge und linksliberaler Politiker
- Felicyan von Niegolewski (1868–1919), Augenarzt und Politiker
- Mark Lidzbarski (1868–1928), Orientalist
- Julius Aßmann (1868–1939), nationalliberaler Politiker
- Alfred Manigk (1873–1942), Zivilrechtslehrer
- Arnold Orgler (1874–1957), Kinderarzt
- Siegfried Galliner (1875–1960), Rabbiner
- Wilhelm von Kuhlmann (1879–1937), Diplomat
- Max von Laue (1879–1960), Physiker und Nobelpreisträger, Schulbesuch 1887–91[8]
- Clemens Schmalstich (1880–1960), Komponist und Dirigent
- Peter Friedrich Mengel (1884–1967), Verwaltungsjurist
- Georg Heym (1887–1912), Schriftsteller des Expressionismus
- Hans Bellée (1889–1960), Archivar und Historiker
- Adolf Leschnitzer (1899–1980), Germanist und Pädagoge